# Neomochtherus yasya
Neomochtherus yasya är en tvåvingeart som beskrevs av Pavel Lehr 1996. Neomochtherus yasya ingår i släktet Neomochtherus och familjen rovflugor. Inga underarter finns listade i Catalogue of Life.